# Anthidium pontis
Anthidium pontis är en biart som beskrevs av Cockerell 1933. Anthidium pontis ingår i släktet ullbin, och familjen buksamlarbin. Inga underarter finns listade i Catalogue of Life.